# پاینویل (لوئیزیانا)
پاینویل (به انگلیسی: Pineville) شهری در ایالت لوئیزیانا کشور ایالات متحده آمریکا است که جمعیت آن در سرشماری سال ۲۰۱۰ میلادی، ۱۴٬۵۵۵ نفر بوده‌است.

## نگارخانه

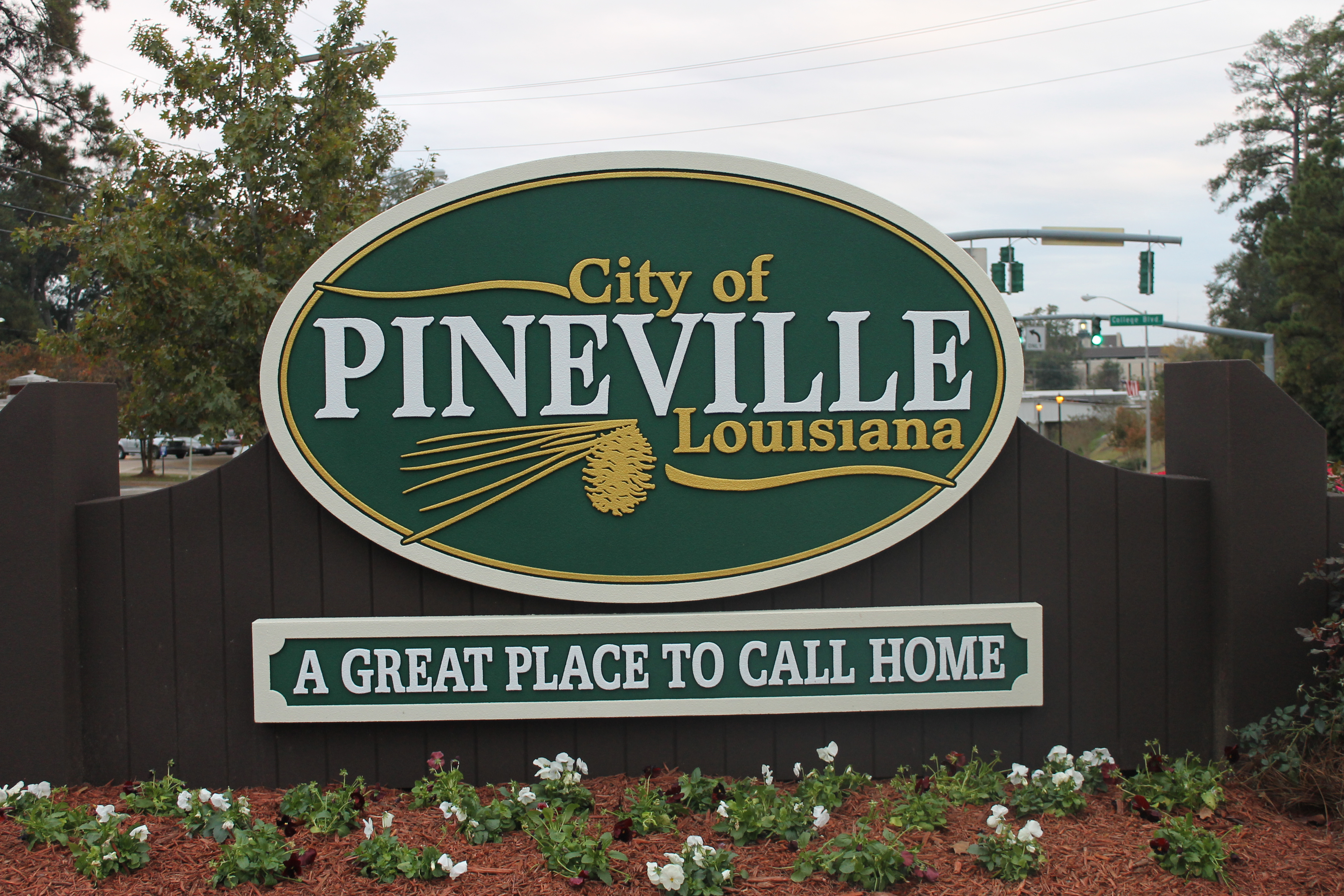
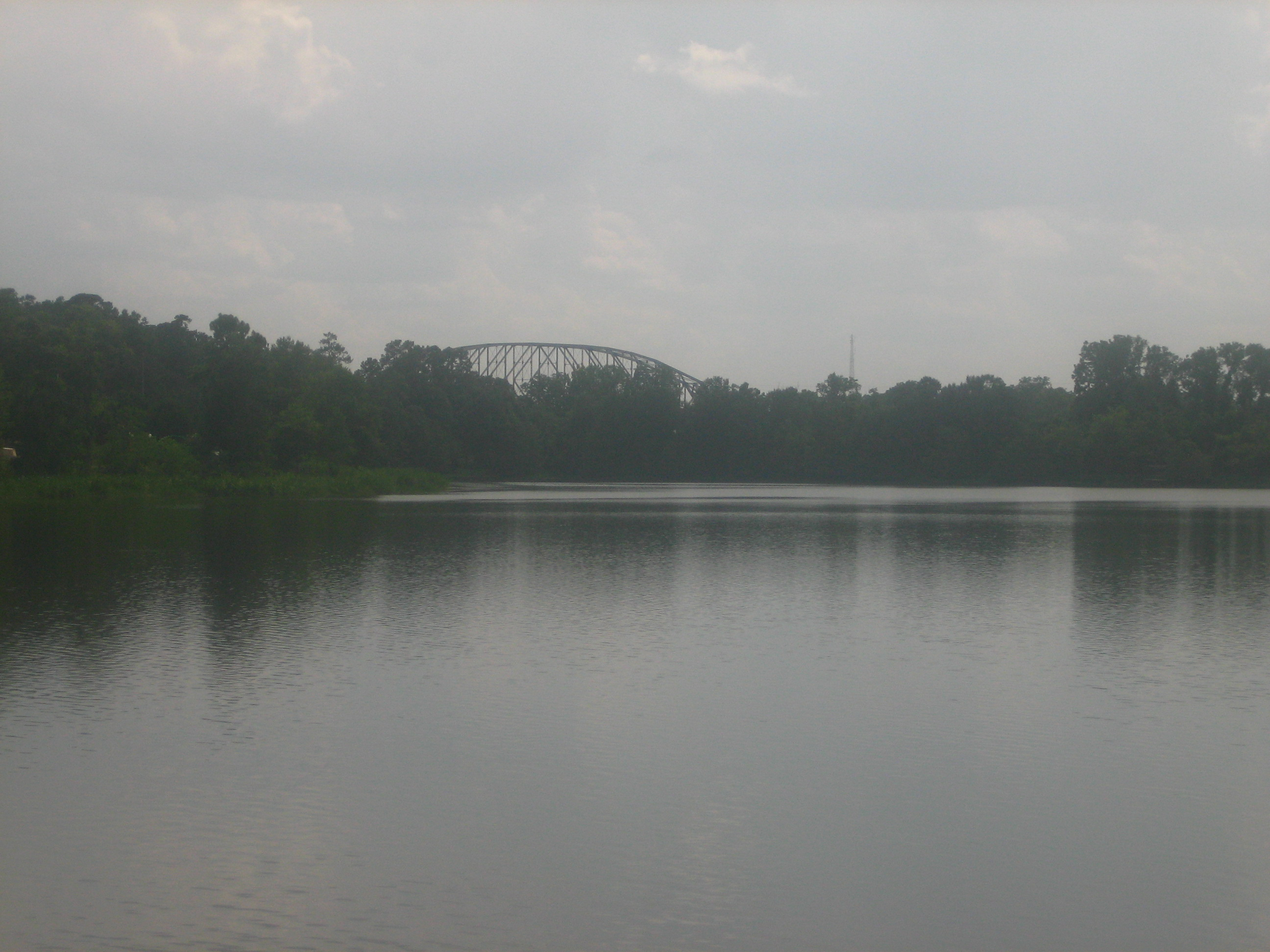
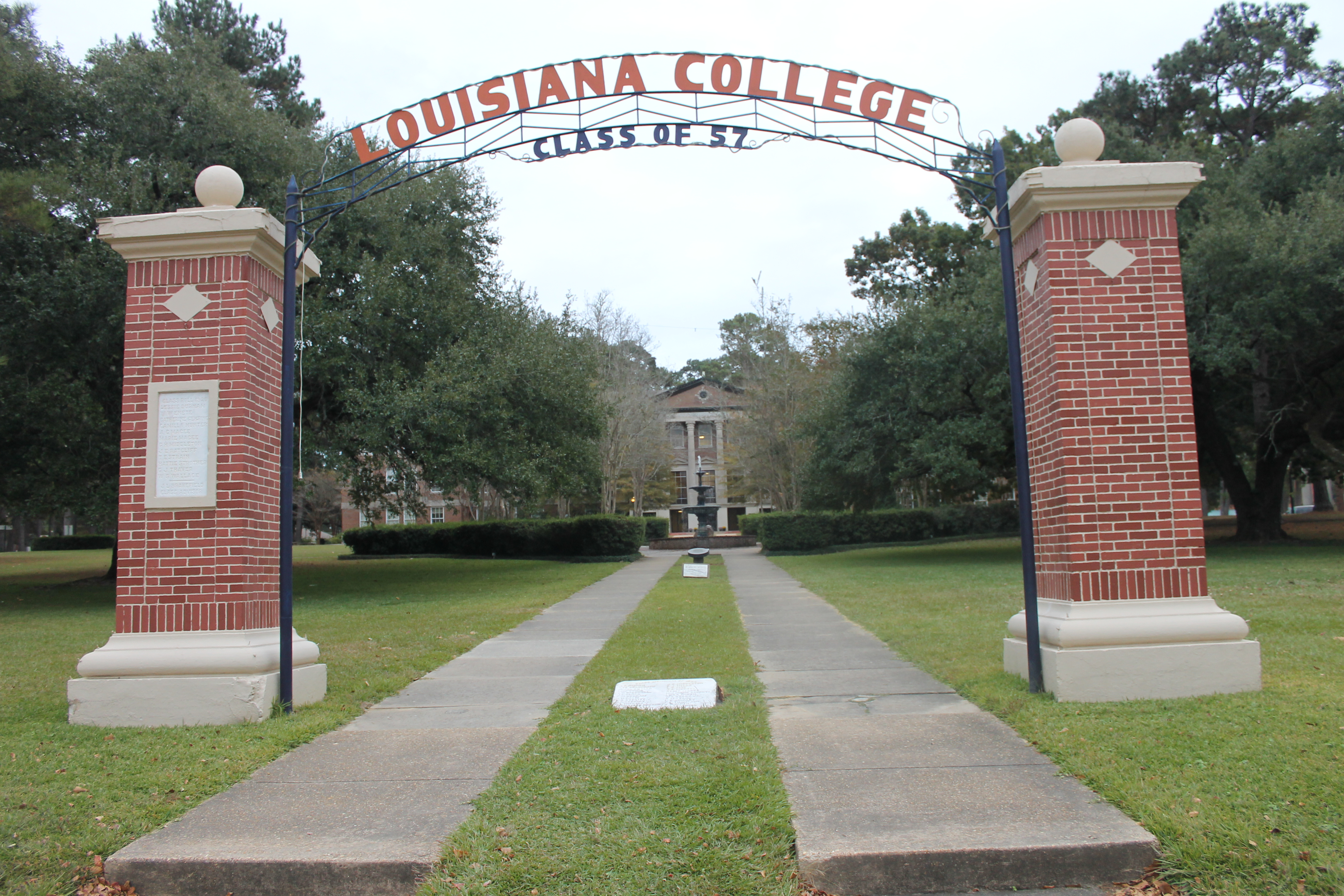
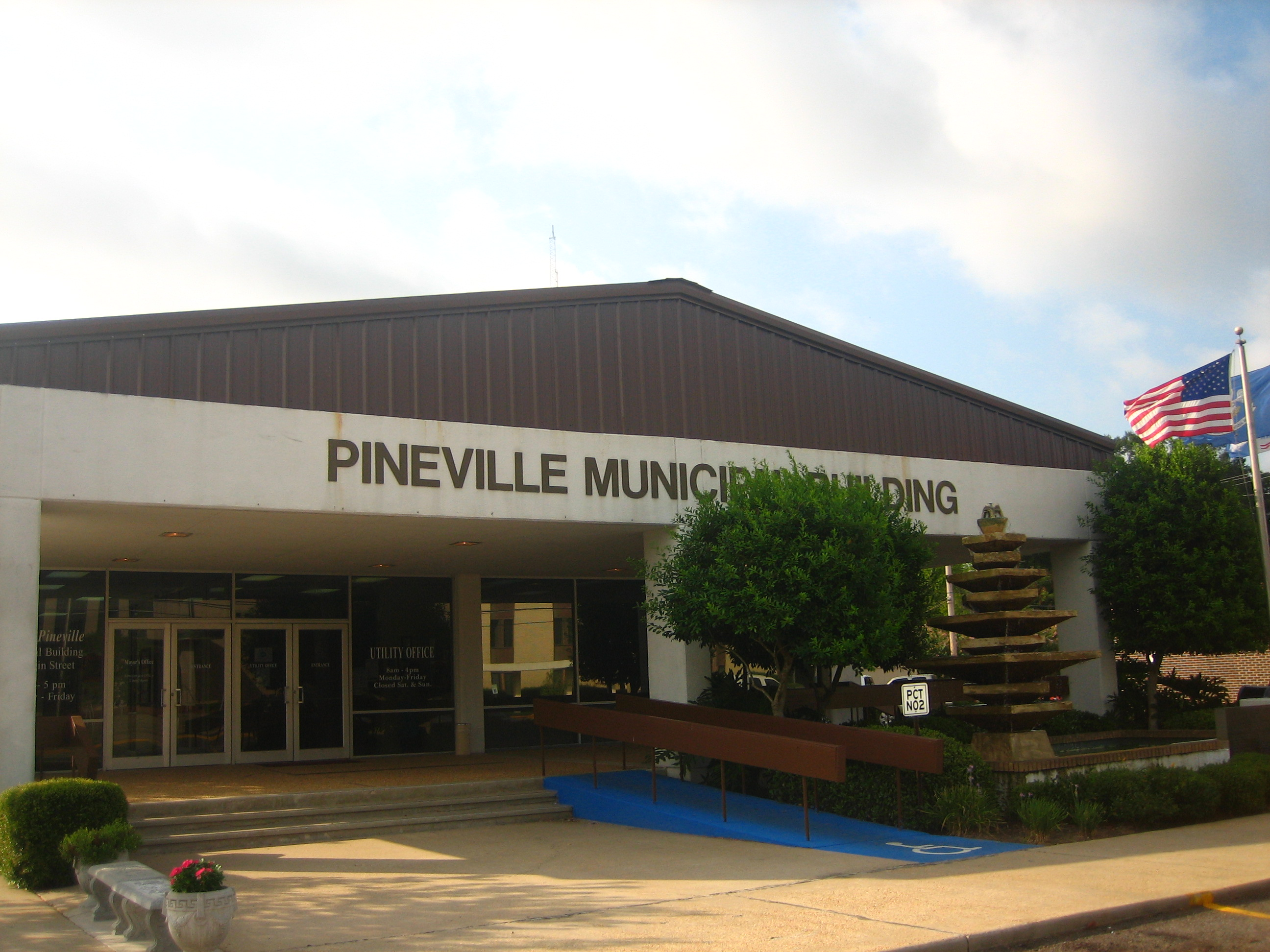
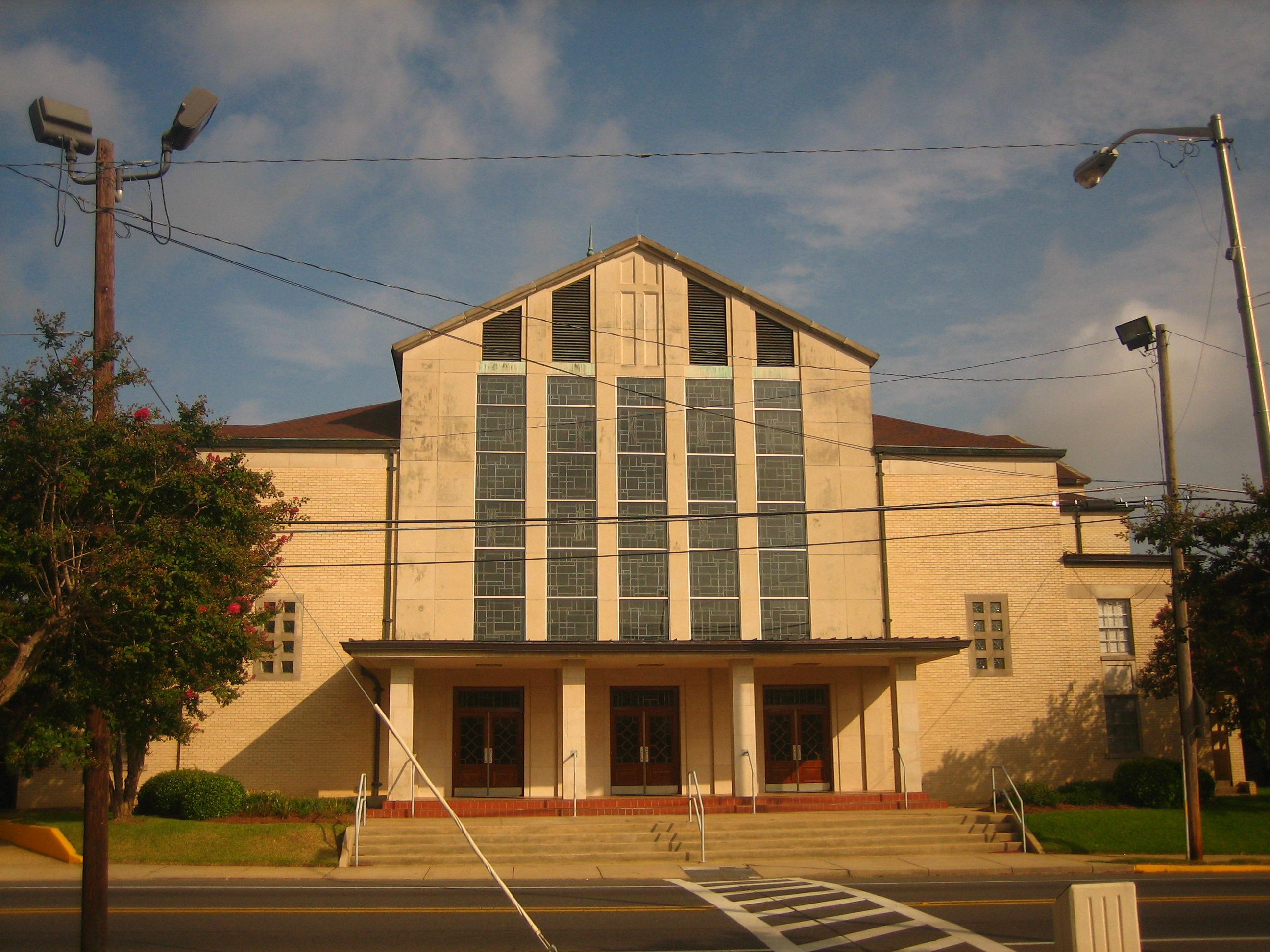
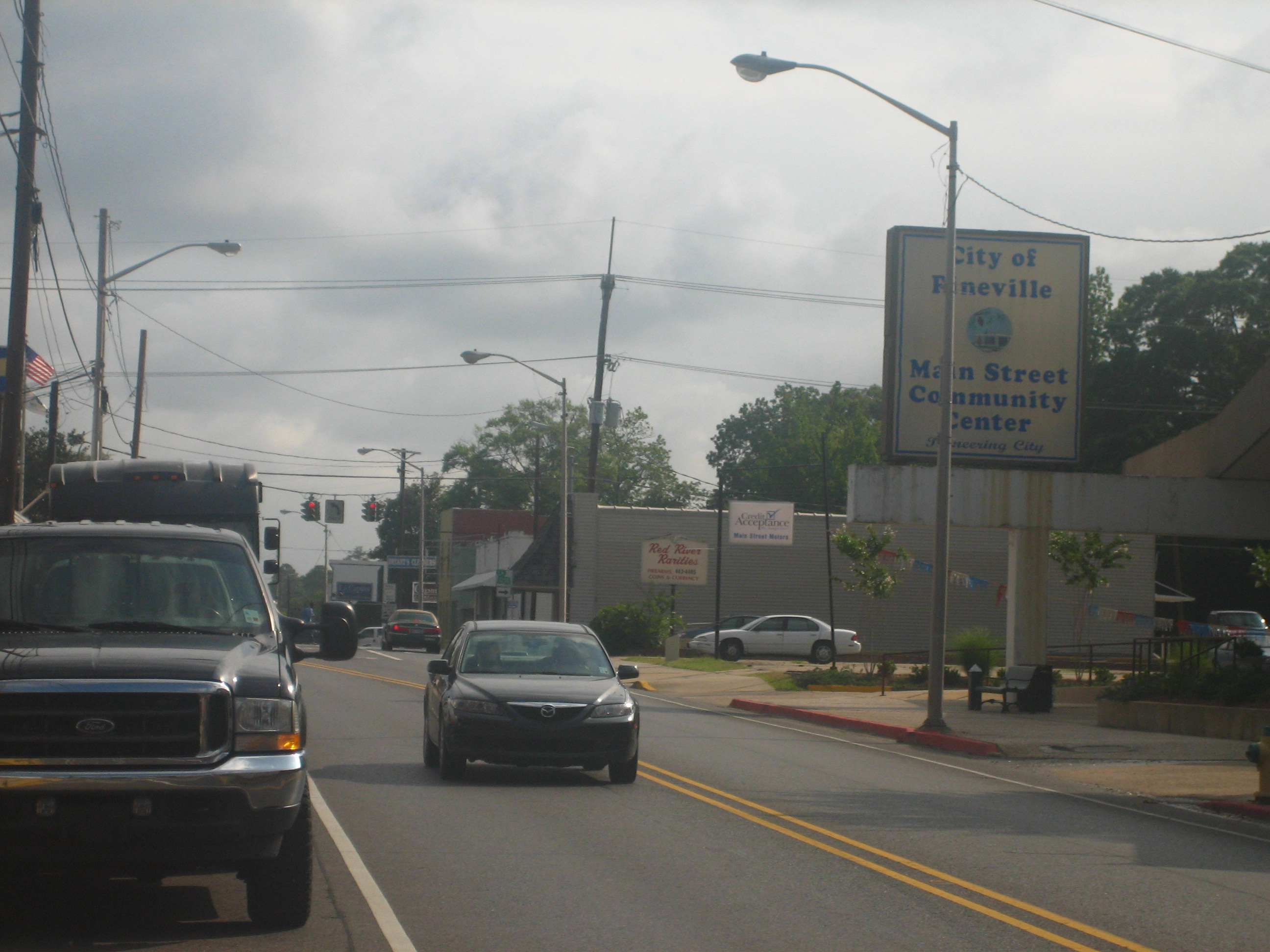
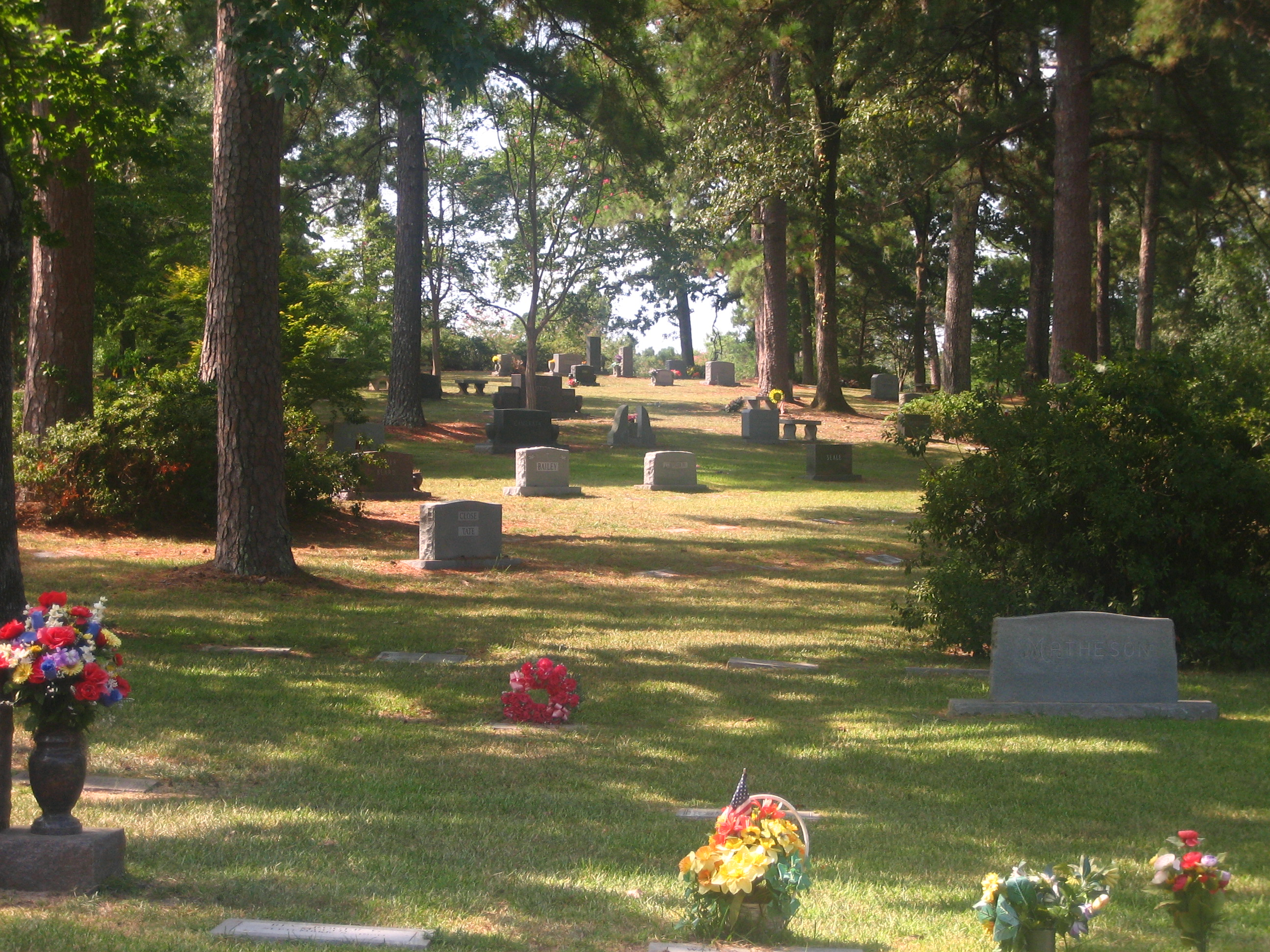
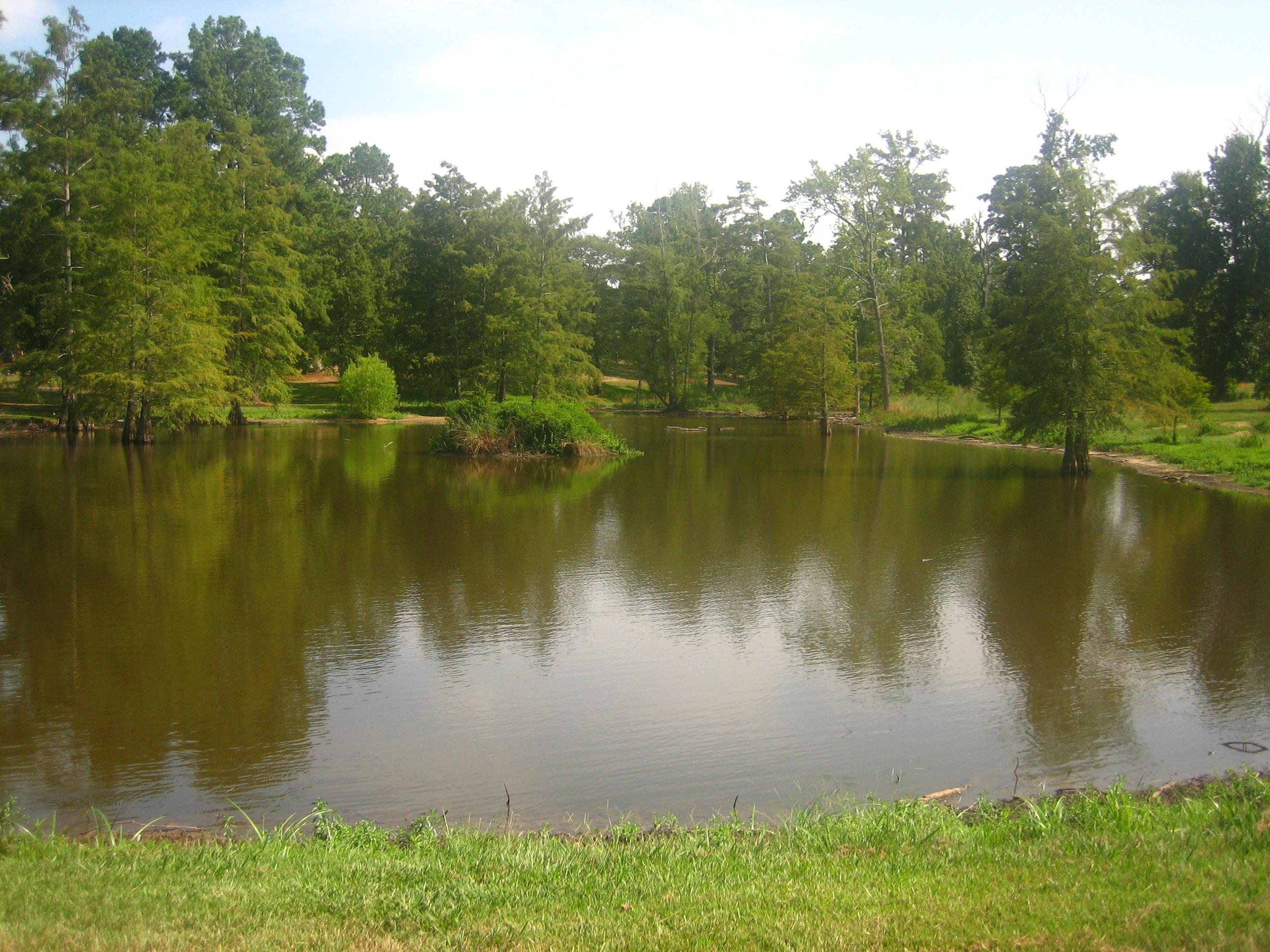
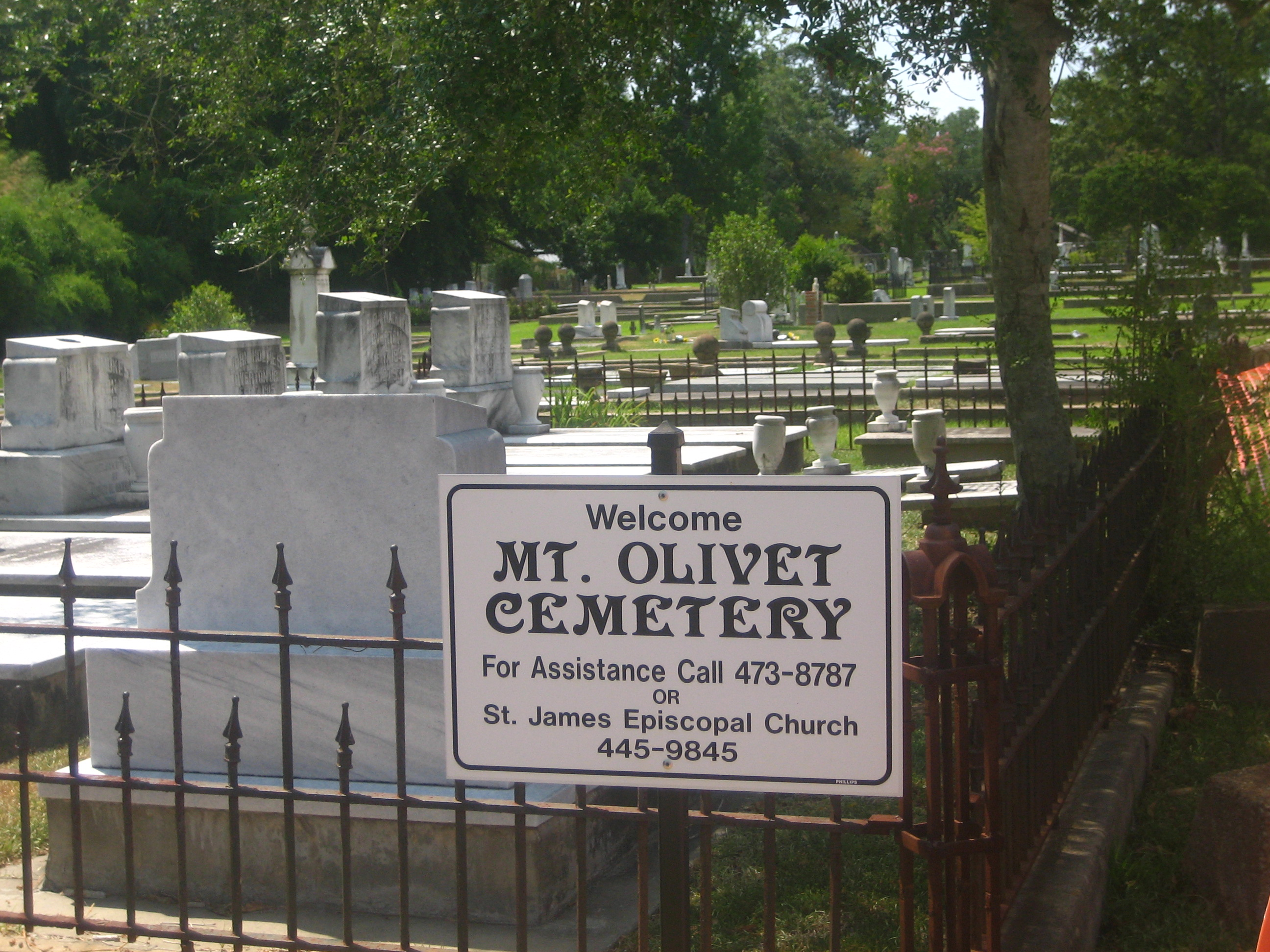
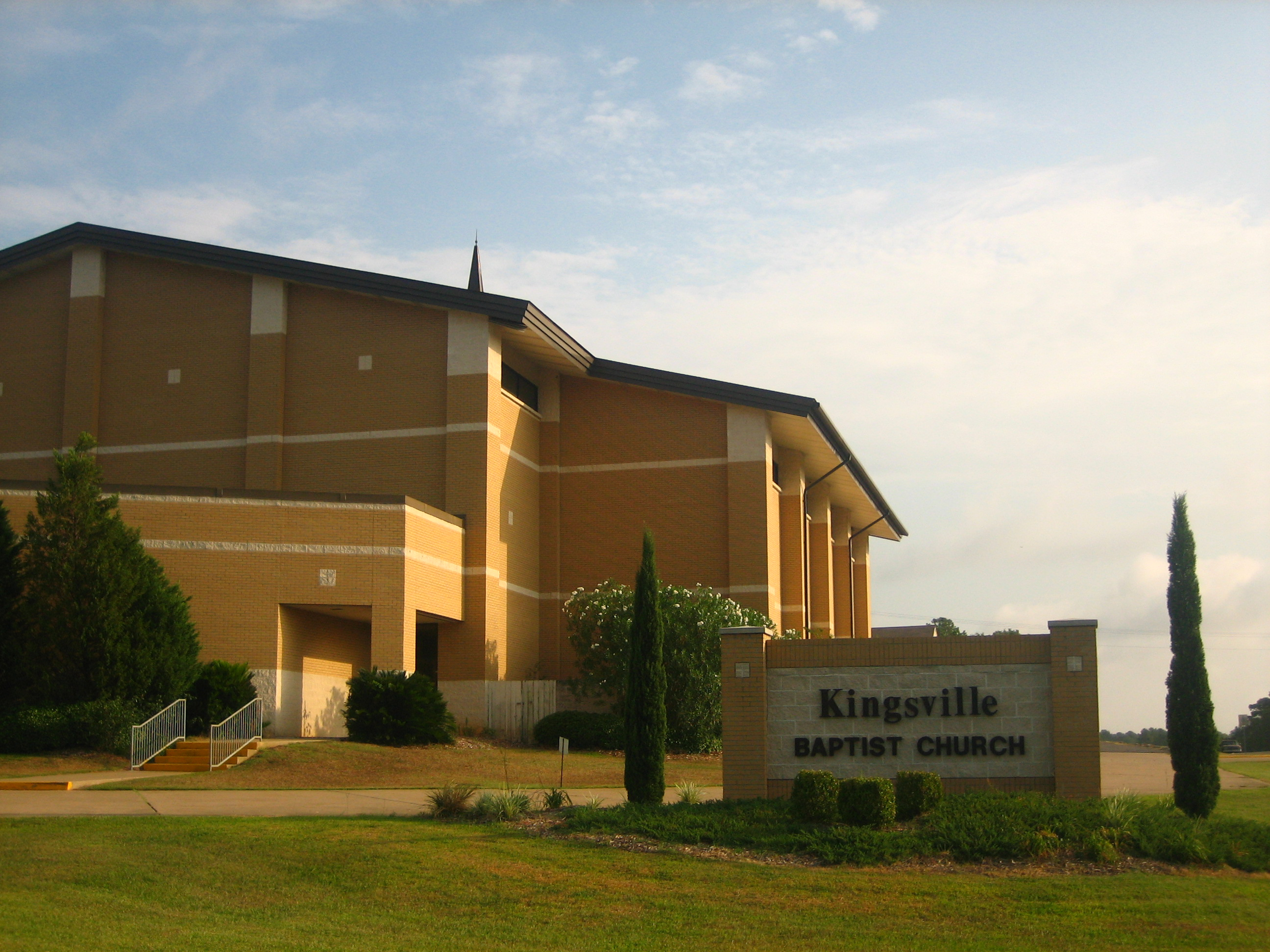
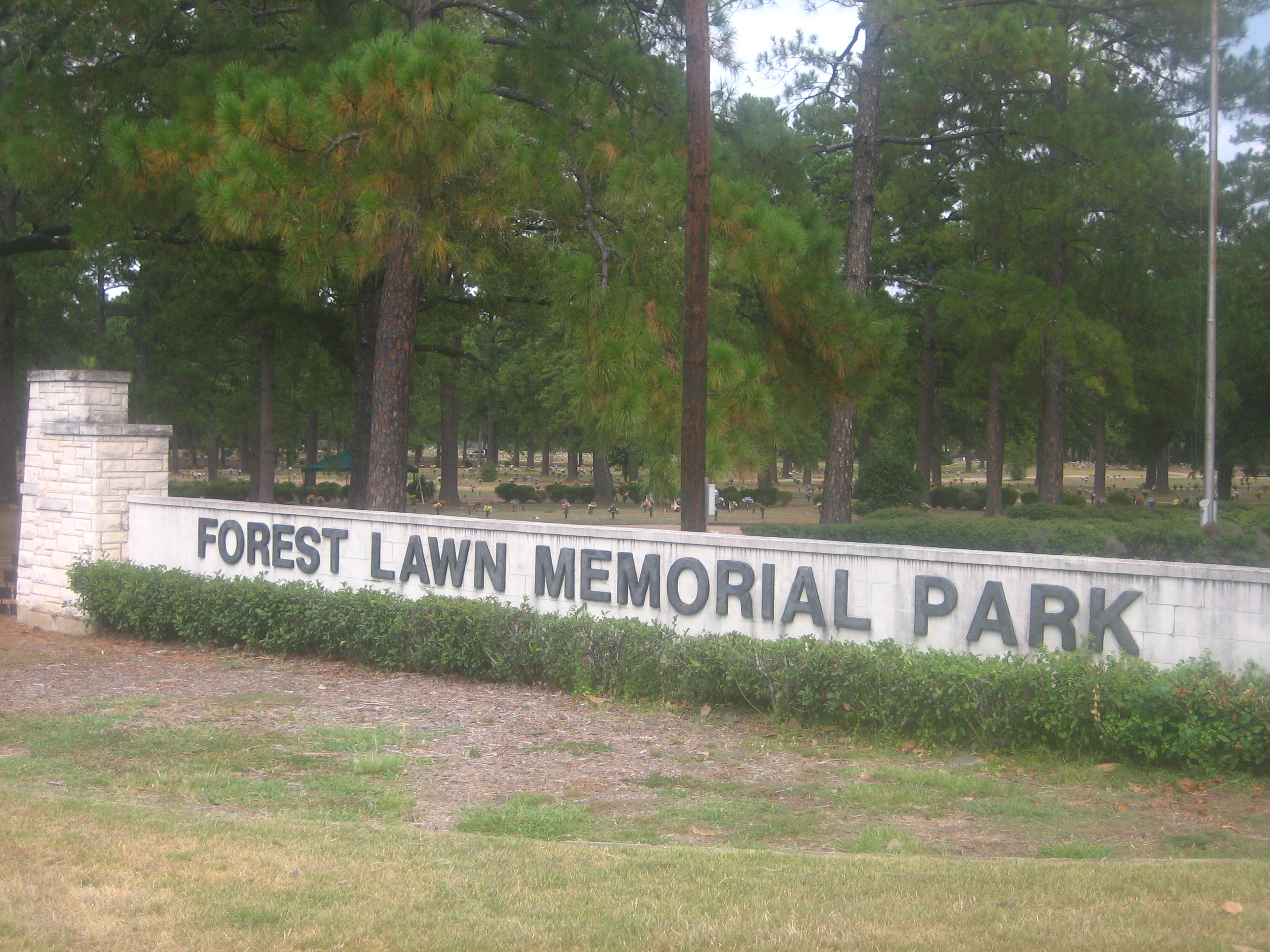
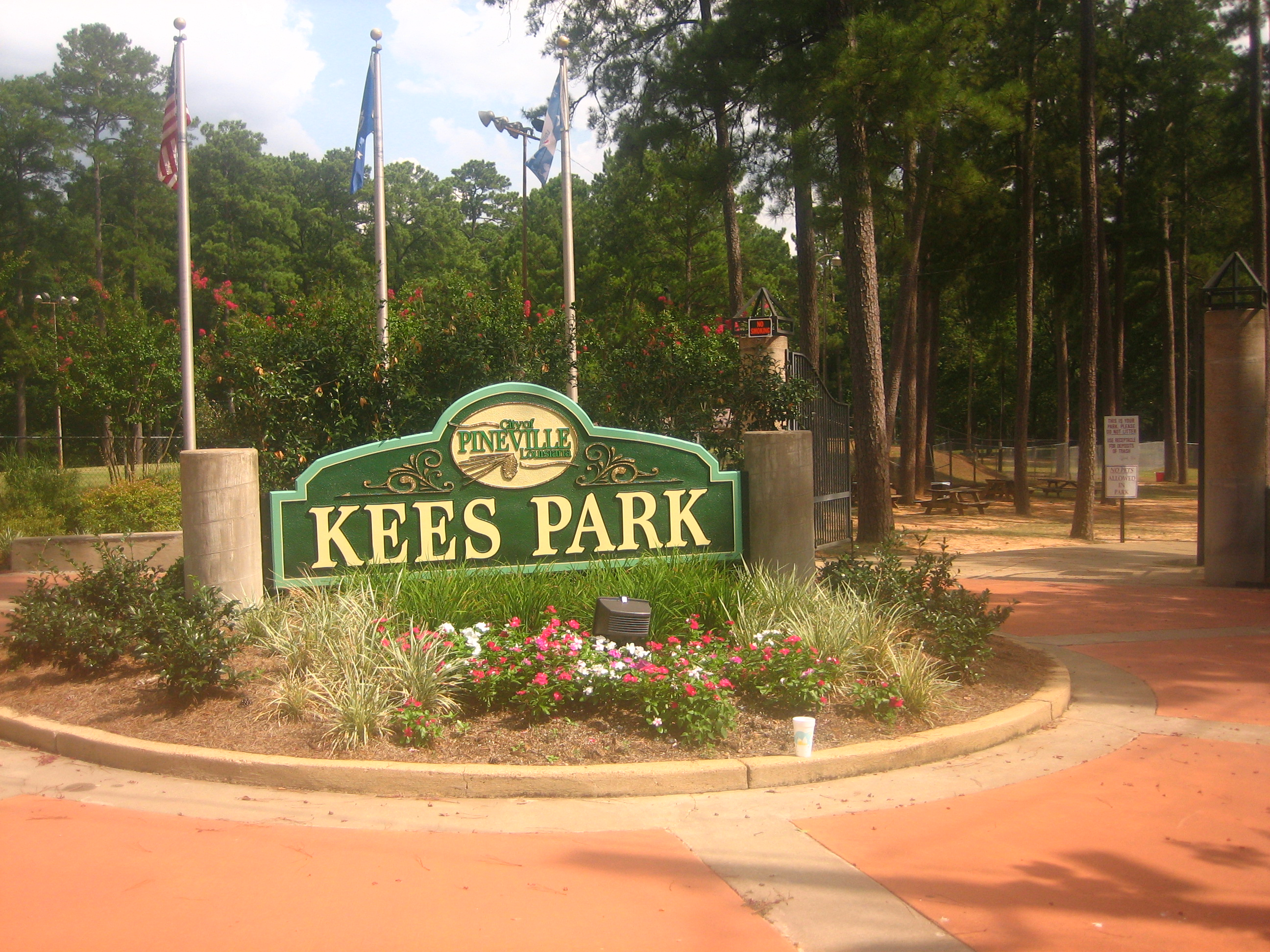
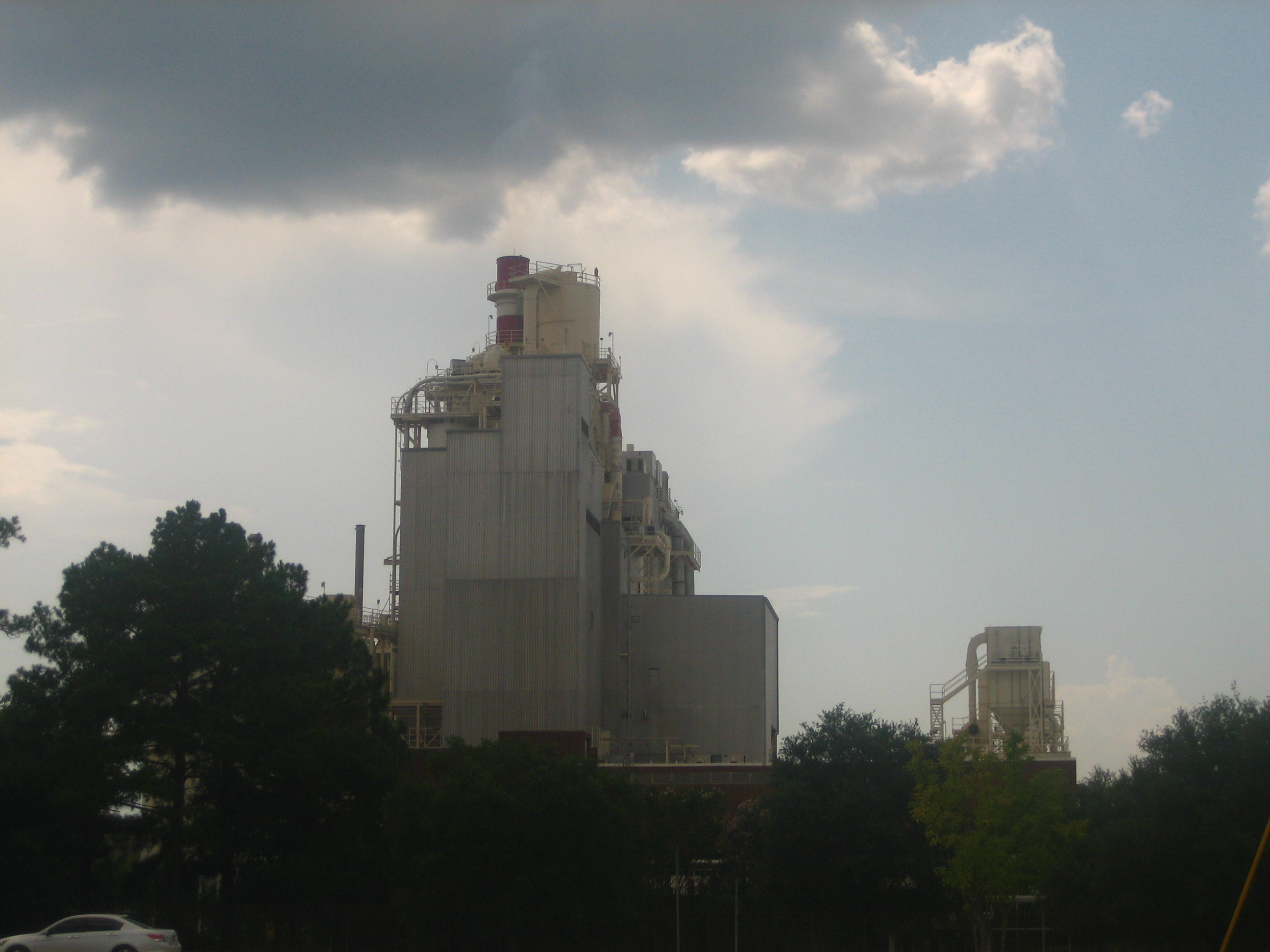